# 中国共产党吉首市委员会
中国共产党吉首市委员会（简称中共吉首市委）是中国共产党在湖南省湘西土家族苗族自治州吉首市的领导机关。

## 沿革

### 反腐败工作
2023年3月31日，刘珍瑜涉嫌严重违纪违法接受湖南省纪委监委纪律审查和监察调查，9月遭到开除党籍开除公职（双开）处分，10月被逮捕，11月其受贿案由衡阳市人民检察院依法向衡阳市中级人民法院提起公诉。
2023年10月28日，李诗兴涉嫌严重违纪违法，接受湘西自治州纪委监委纪律审查和监察调查。

## 职责
根据《中国共产党地方委员会工作条例》，中国共产党地方委员会主要实行政治、思想和组织领导，承担下列职能：
1. 对本地区重大问题作出决策。
2. 通过法定程序使党组织的主张成为地方性法规、地方政府规章或者其他政令。
3. 加强对本地区宣传思想文化工作的领导，牢牢掌握意识形态工作领导权、话语权。
4. 按照干部管理权限任免和管理干部，向地方国家机关、政协组织、人民团体、国有企事业单位等推荐重要干部。
5. 支持和保证人大、政府、政协、法院、检察院、人民团体等依法依章程独立负责、协调一致地开展工作，发挥这些组织中党组的领导核心作用。
6. 加强对本地区群团工作和统一战线工作的领导。
7. 动员、组织所属党组织和广大党员，团结带领群众实现党的目标任务。

## 历任书记
| 姓名   | 就任日期   | 卸任日期   | 备注  |
| ------ | ---------- | ---------- | ----- |
| 杨顺初 |            |            |       |
| 武吉海 | 1989年12月 | 1992年9月  |       |
| 石远章 |            |            |       |
| 彭武长 | 2006年11月 | 2007年12月 |       |
| 叶红专 | 2007年12月 | 2008年12月 |       |
| 秦国文 | 2009年4月  | 2014年5月  | [ 6 ] |
| 刘珍瑜 | 2014年5月  | 2020年4月  | [ 1 ] |
| 李诗兴 | 2020年4月  | 2023年8月  |       |
| 周立志 | 2023年10月 |            | [ 7 ] |